# Isla Prión
La isla Prión (en inglés: Prion Island) es una isla ubicada a 2,4 km al norte de la Punta Suerte, situada en la Bahía de las Islas, Georgia del Sur. Fue trazada en 1912-1913 por Robert Cushman Murphy, un naturalista estadounidense a bordo del bergantín Daisy. La isla fue examinada en 1929/30 por el personal de Discovery Investigations y nombrado en asociación con la Isla Albatros, Isla Skua y otras más cuyos nombres se relacionan con la naturaleza de la bahía. Recibió su nombre por la presencia de pequeños petreles.
La isla ha sido designada como una zona especialmente protegida por el Gobierno de Georgia del Sur, por su condición de libre de ratas y la presencia crías de albatros errantes, cuyos recuentos de población se llevan a cabo anualmente. El acceso se realiza por un permiso y posee varias limitaciones. Un paseo marítimo con dos plataformas de observación fue construida entre febrero y marzo de 2008 para evitar la erosión del barranco de acceso y el pisoteo de las madrigueras de priones. Debido a que es libre de ratas, también es un lugar de cría de cachirlas de Georgia del Sur y petreles de madriguera.
La isla es administrada por el Reino Unido como parte del territorio de ultramar de las Islas Georgias del Sur y Sandwich del Sur, pero también es reclamada por la República Argentina que la considera parte del Departamento Islas del Atlántico Sur dentro de la provincia de Tierra del Fuego, Antártida e Islas del Atlántico Sur.